# Ocnogyna corsicum
Ocnogyna corsicum is een beervlinder uit de familie van de spinneruilen (Erebidae). De wetenschappelijke naam van de soort is voor het eerst geldig gepubliceerd in 1832 door Rambur.
De larven van deze vlinder vreten zich vol met de bladeren van heidebrem, klaver en brandnetel.

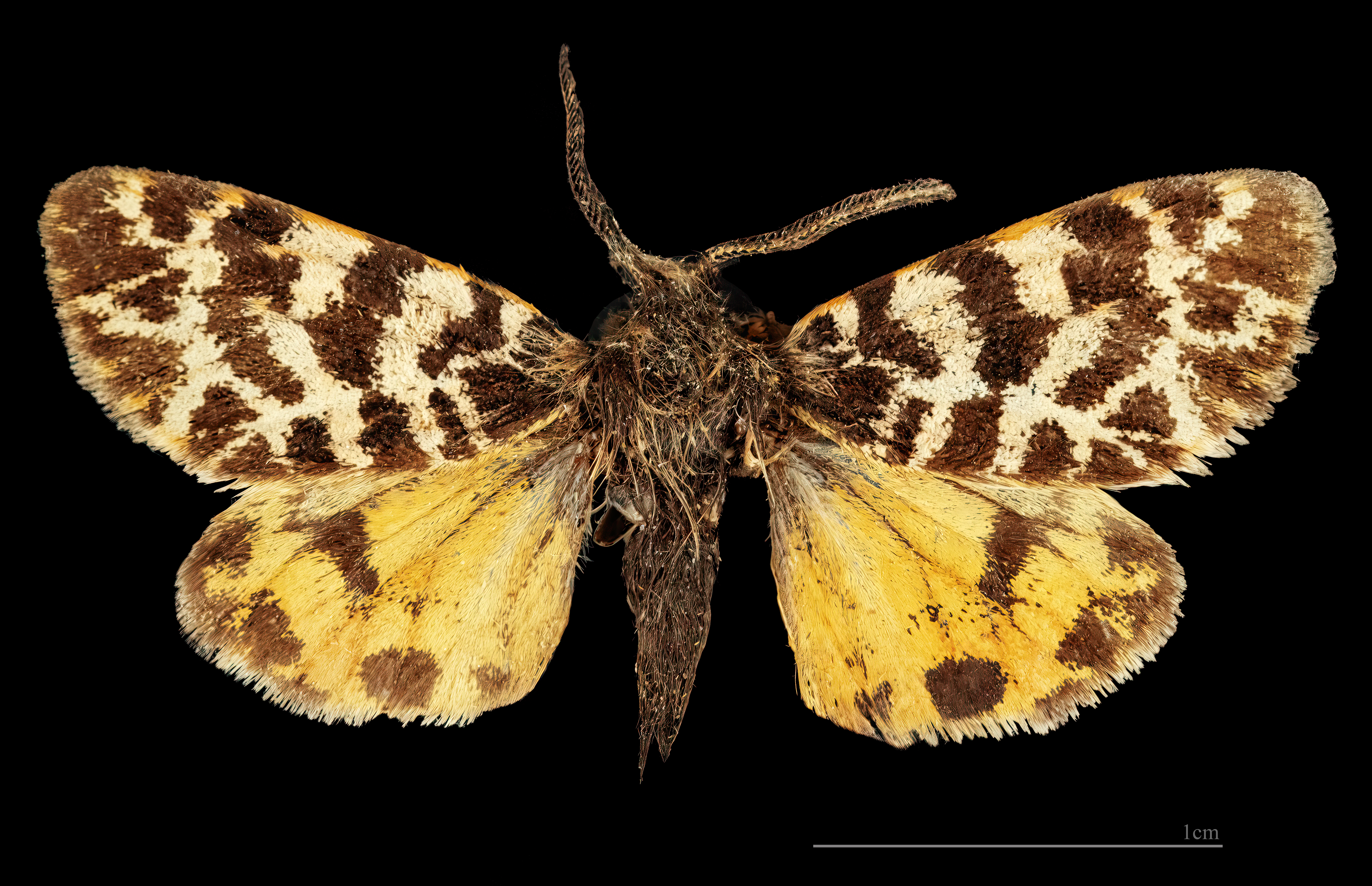
♂
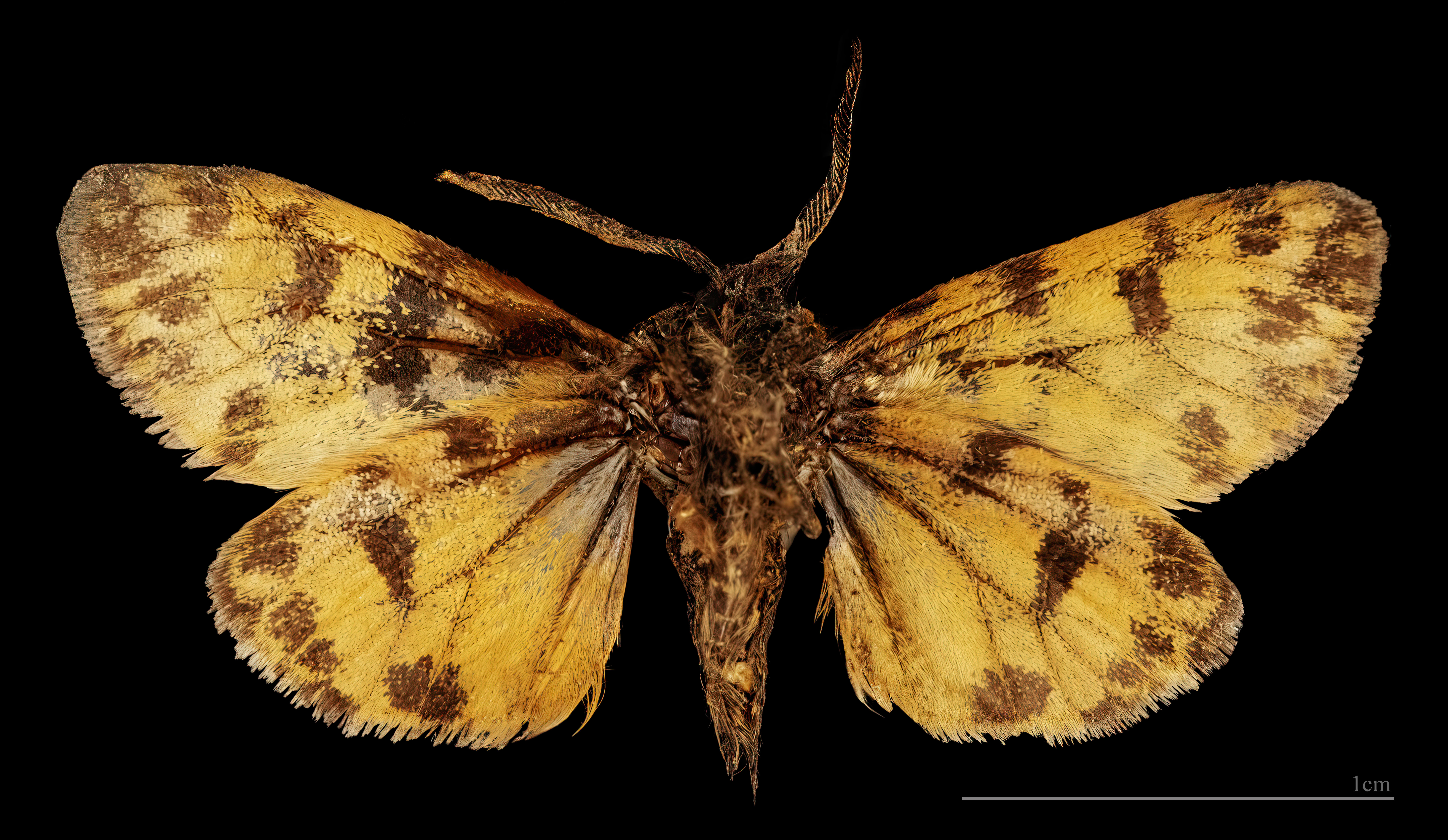
♂ △